# Sh2-226
Sh2-226 è una nebulosa a emissione visibile nella costellazione dell'Auriga.
Si individua all'interno del grande pentagono che costituisce la costellazione, circa mezzo grado a sudovest della stella μ Aurigae; il periodo più indicato per la sua osservazione nel cielo serale ricade fra i mesi di ottobre e marzo ed è notevolmente facilitata per osservatori posti nelle regioni dell'emisfero boreale terrestre.
Si tratta di una remota regione H II situata a circa 4200 parsec (circa 13700 anni luce) di distanza sul Braccio del Cigno, al di là delle grandi associazioni OB dell'Auriga; le sue maggiori emissioni nella banda dell'infrarosso e dell'Hα suggeriscono che la sua luce ci arriva fortemente filtrata dal mezzo interstellare che si frappone sulla linea di vista. Sh2-226 ospita la sorgente infrarossa IRAS 05075+3755 e due maser, uno con emissioni OH e uno con emissioni H2O, oltre che alcune sorgenti di onde radio, facendo ritenere che in essa siano attivi fenomeni di formazione stellare.